# Tony Nicklinson
Tony Nicklinson (* 1953 oder 1954; † 20. August 2012) war ein am Locked-in-Syndrom erkrankter Brite. Die Erkrankung des Bauingenieurs war Folge eines 2005 erlittenen Schlaganfalls. Der High Court in London entschied 2012, dass Nicklinson kein Anrecht auf ärztliche Sterbehilfe habe. Das Urteil und die damit einhergehende Debatte erregten internationale Aufmerksamkeit. Nicklinson verstarb sechs Tage nach dem Urteil in seinem Zuhause in der Grafschaft Wiltshire an den Folgen einer Lungenentzündung und seiner Nahrungsverweigerung.